# Uniejewo
Uniejewo – wieś sołecka w Polsce położona niedaleko Wisły, w województwie mazowieckim, w powiecie płockim, w gminie Brudzeń Duży.
Wieś położona była w 1785 roku w ziemi dobrzyńskiej, własność prebendalna płockiej kapituły katedralnej w 1542 roku. W latach 1975–1998 miejscowość położona była w województwie płockim.

## Transport
Przez centrum wsi przebiega droga wojewódzka nr 562 łącząca Szpetal Górny z Płockiem, oraz droga doprowadzająca do Siecienia.